# Schmölln-Putzkau
Schmölln-Putzkau, en sorabe: Smělna-Póckowy, est une commune de Saxe (Allemagne), située dans l'arrondissement de Bautzen, dans le district de Dresde.